# Robert Wace
Robert Wace (Jersey, 1115 circa – Bayeux, 1183 circa) è stato un poeta normanno nato nell'isola di Jersey e portato in Normandia continentale; terminò poi la sua carriera come ecclesiastico a Bayeux.
Si discute se il nome che gli viene ascritto, Robert, sia reale o meno, anche perché già Wace è di per sé un nome.
jo di e dirai que jo sui / Wace de l'isle de Gersui, / qui est en mer vers occident, / al fieu de Normendie apent. / En l'isle de Gersui fui nez, / a Chaem fui petiz portez, / illoques fui a letres mis, / pois fui longues en France apris ; / quant jo de France repairai / a Chaem longues conversai, / de romanz faire m'entremis, / mult en escris et mult en fis. / Par Deu aïe e par le rei / - altre fors Deu servir ne dei - / m'en fu donee, Deus li rende, / a Baieues une provende. / rei Henri segont vos di, / nevo Henri, pere Henri.»

## Biografia

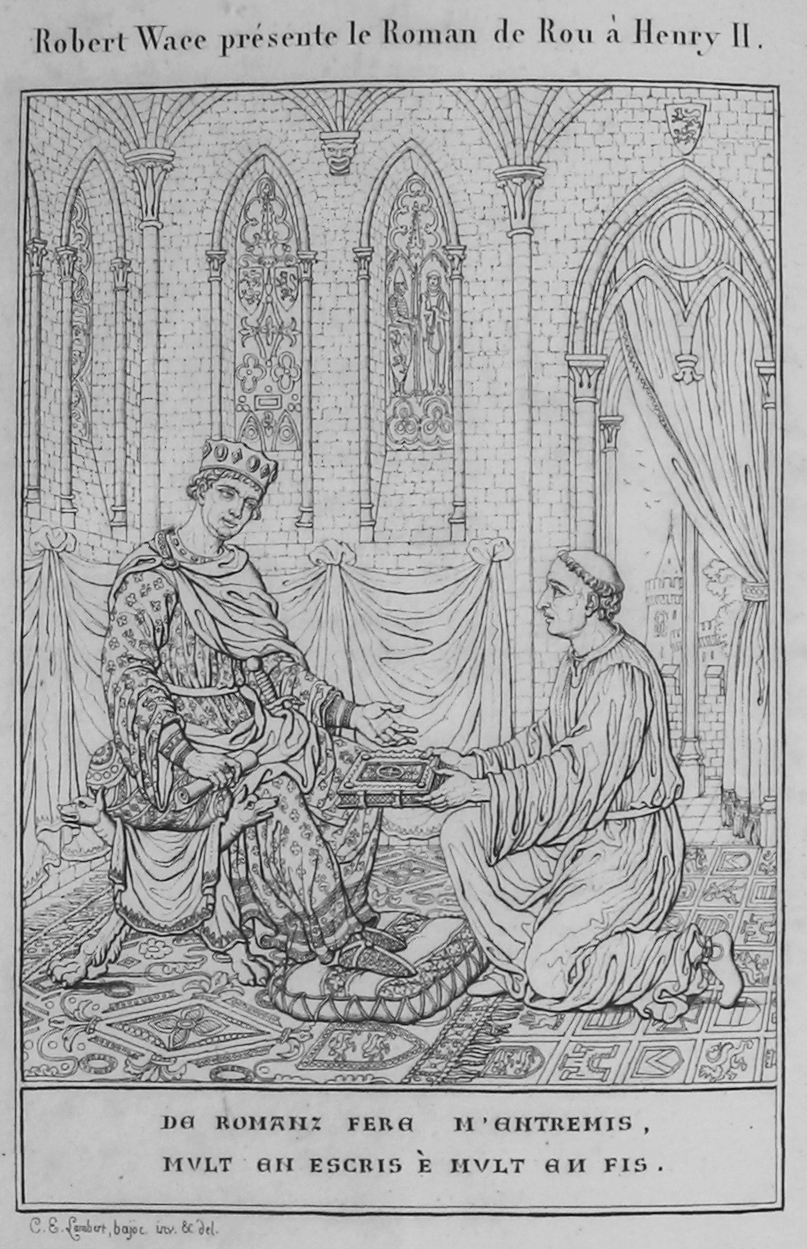
Wace presenta il suo Romanzo di Rou a re Enrico II. Illustrazione del 1824.

Studiò a Parigi e divenne canonico di Bayeux negli ultimi anni di vita. 

### Opere
Wace è conosciuto soprattutto per i suoi tre capolavori:
- La Vie des Saints (Vita dei Santi), opera in versi, che includono le vite di santa Margherita e san Nicola
- Le Roman de Brut o Brut d'Angleterre (circa 1155, dedicato a Eleonora d'Aquitania)
- Le Roman de Rou, epopea sui duchi di Normandia.

#### Roman de Brut
Il Roman de Brut (circa 1155) è basato sulla Historia Regum Britanniae di Goffredo di Monmouth: quest'opera non può essere considerata storica in senso moderno, sebbene Wace distingua spesso tra ciò che sa e ciò che non sa o ciò che non è in grado di trovare. Wace infatti narra la fondazione della Britannia da parte di Bruto di Troia e arriva fino a dove termina la leggendaria storia della Britannia di Goffredo di Monmouth. Wace fu anche il primo a parlare della Tavola Rotonda e a chiamare Excalibur la spada di re Artù, sebbene nel complesso egli aggiunga solo pochi dettagli all'opera di Goffredo. Il Roman de Brut fu a sua volta la base per il Bruto di Layamon, un poema allitterato in inglese medio, e per la Cronaca di Piers Langtoft.

#### Roman de Rou
Il Roman de Rou, secondo Layamon, fu commissionato a Wace da re Enrico II e un'ampia parte è dedicata a Guglielmo il Conquistatore e alla conquista normanna dell'Inghilterra. In quest'opera Wace si riferisce anche a tradizioni orali provenienti dalla sua famiglia. Inoltre, menziona l'apparizione della cometa di Halley e traccia un breve racconto autobiografico della sua vita (III, 5299-5318 - citato più sopra).
La descrizione che egli dà dei punti militarmente strategici della costa della Normandia fu utilizzata per la pianificazione dello Sbarco in Normandia durante la Seconda guerra mondiale.

### Opere originali
- (FR)  WACE, Roman de Brut, edito da I. Arnold, 2 vol., Parigi, 1938-1940.
- (FR) WACE, Roman de Rou, edito da J. Holden, 3 vol., Parigi, 1970-1973.
- (FR)  WACE, Vie de Sainte Marguerite, edito da J. Aristide, Parigi, 1879.

### Studi
- (FR)  I. ARNOLD - M. PELAN, La partie arthurienne du Roman de Brut, Parigi, 1962
- (EN)  J. WEISS, Wace's Roman de Brut. A History of the British. Text and Translation, Exeter, 2006
- (EN)  C. FOULON, "Wace" in Arthurian Literature in the Middle Ages, Roger Sherman Loomis (ed.), Clarendon Press: Università di Oxford, 1959, ISBN 0-19-811588-1
- (FR)  C. BRATU, « Je, auteur de ce livre »: L’affirmation de soi chez les historiens, de l’Antiquité à la fin du Moyen Âge. Later Medieval Europe Series (vol. 20). Leiden: Brill, 2019 ISBN 978-90-04-39807-8.
- (FR)  C. BRATU, “Translatio, autorité et affirmation de soi chez Gaimar, Wace et Benoît de Sainte-Maure.” The Medieval Chronicle 8 (2013): 135-164.